# Natland
Natland je česká investiční skupina. Kapitál investuje převážně do středně velkých firem, strategicky se zaměřuje na segment energetiky a nemovitostí – rezidenčních a multifunkčních. Spravuje majetek vlastní, svých akcionářů a kvalifikovaných investorů prostřednictvím specializovaných investičních fondů. Je expertem na oblast krizového managementu firem ve složitých situacích. Podporuje technologické startupy zabývající se oblastí zpracování, interpretací a vytěžením dat.[zdroj?]

## Profil
Investiční skupinu Natland založil v roce 2002 Tomáš Raška, který je majoritním vlastníkem. Dalšími třemi partnery jsou Karel Týc, David Manycha (od května 2017) a Jana Sečkářová (od ledna 2018). Od transakčního poradenství postupně rozšiřovala své aktivity do investic do soukromého kapitálu (private equity) a nemovitostí (real estate). K nejúspěšnějším projektům patří například prodej bratislavského paroplynového cyklu společnosti PPC Investments francouzskému energetickému gigantu Veolia Energie International – pobočce nadnárodního koncernu Veolia, či záchrana fotbalového klubu SK Slavia Praha. Oblastmi skupiny Natland jsou energetika, nemovitosti, finanční služby, maloobchod (retail) i zdravotnictví.

## Historie
Skupina byla založena v roce 2002, původně jako M&A a transakční boutique. O rok později vznikla poradenská skupina APOGEO. V letech 2005–2006 skupina spolufinancovala bytové domy Čtyřlístek a Kopretina, investovala do projektu fotovoltaických elektráren Energy 21. V roce 2007 pak proběhla akvizice a záchrana prvoligového basketbalového klubu BK Pardubice.[zdroj?]
V roce 2009 byla vybudována holdingová struktura společnosti se sídlem na Kypru. V roce 2011 firma zachránila a restrukturalizovala fotbalový klub SK Slavia Praha, který v témže roce prodala Aleši Řebíčkovi. V témže roce se stala většinovým vlastníkem fotbalového stadionu Eden a koupila firmu Soranus Limited, která ovládala 15,8 % ve společnosti Pražské služby. V roce 2013 byla zakoupena společnost Prague City Golf, o rok později vstoupila do firmy GAUSS Algorithmic.[zdroj?]
V roce 2015 vznikl nový koncept bister pod tradiční značkou Jan Paukert, k níž skupina získala výhradní práva od dědiců Jana Paukerta, „vynálezce“ typicky českých chlebíčků (účast byla prodána v roce 2018 firmě AVANT. Ve stejném roce byl získán majoritní podíl ve společnosti KLIKA-BP a polovičního podílu v BELLO, v letech 2016 a 2017 proběhla akvizice společností CleverFarm a CleverMaps.[zdroj?]
V letech 2017–2018 bylo investováno do developerských projektů Bubeneč Gardens a Lipenecký park. V roce 2018 byl dokončen prodej bratislavského výrobce elektřiny a tepla slovenské pobočce Veolia a firma Jet Money byla převzata společností EC Financial Services. V roce 2019 Natland ovládl internetový obchod Zoot a v roce 2021 dále koupil eshopy Bibloo a Urban Store. Zfúzovanou fashion společnost Digital People pak v roce 2022 Natland prodal slovenské skupině Across.[zdroj?]
V roce 2020 se Natland stal spoluvlastníkem nejvyšší budovy v Česku, brněnského AZ Toweru. O rok později pak Natland prodal kancelářsko-skladový areál v Bratislavě Vlčie Hrdlo Business Park developerské skupině Contera. V roce 2022 Natland pod značku Prague City Golf přidál vedle zbraslavského hřiště i golfový areál v Praze-Vinoři, v roce 2023 se pak přidal tréninkový areál na Rohanském ostrově.[zdroj?]

## Finanční bilance
Čistý zisk skupiny Natland v roce 2021 dosáhl 155 milionů korun, celková hodnota společností, v nichž měl Natland významný vliv, dosáhla téměř 6,1 miliardy korun. Ke konci roku 2021 skupina ve všech svých společnostech zaměstnávala 800 lidí a obsluhovala 54 tisíc zákazníků.[zdroj?]
| Celková hodnota aktiv společností k 31. 12. 2021 | 6,1 mld. Kč |
| ------------------------------------------------ | ----------- |
| Celková hodnota společností k 31. 12. 2021       | 3,0 mld. Kč |
| Vlastní kapitál k 31. 12. 2021                   | 1,9 mld. Kč |
| Čistý zisk 2021                                  | 155 mil. Kč |

## Lidé
Lidé investiční skupiny Natland:
- Tomáš Raška, zakladatel a majoritní akcionář, zodpovídá za strategii skupiny a řízení klíčových projektů,
- Karel Týc, partner zodpovědný za developerskou část skupiny,
- David Manych, partner skupiny zodpovědný za finance,
- Jana Sečkářová, partnerka skupiny zastřešující komunikaci s úvěrujícími finančními ústavy.

## Investiční oblasti

### Investice
Natland investuje kapitál převážně do středně velkých firmách. Skupina od roku 2018 postupně obrací svou pozornost k velkým projektům. V rámci private equity propojuje Natland expertní znalosti a zkušenosti z realizovaných transakcí s financováním vybrané společnosti. Projekty private equity: Energo Příbram, Ekoklima, Prague City Golf, Klika-BP, ZOOT & Bibloo, Anygence, ECFS a další včetně venture investic.[zdroj?]

### Development
Developerem rezidenčních a multifunkčních nemovitostí a projektů skupiny Natland je společnost Natland Real Estate. V oblasti rezidenčního developmentu Natland spolu s partnery realizoval projekty v objemu zhruba 3 miliardy korun. K úspěšným projektům skupiny se řadí například Čakovický park, který byl třikrát zvolen veřejností za nejlepší realitní projekt, vystavěny byly projekty Lipenecký park nebo Bubeneč Gardens, rezidence Sedmikráska a Harfistka.[zdroj?]

### Asset Management
Skupina Natland spravuje majetek vlastní, svých akcionářů a kvalifikovaných investorů, a to prostřednictvím specializovaných investičních fondů.[zdroj?]

### Distressed Assets
Natland je specialistou na krizový management společností, které se ocitnou ve složitých situacích. Pomáhá firmám, které se dostaly do potíží například v důsledku sporů mezi akcionáři, kvůli mezigenerační výměně, vypořádání dědictví, nečekané regulaci či nepříznivé situaci na trhu.[zdroj?]

### Litigační financování
Na specializované služby jako litigační financování či správu pohledávkových portfolií a individuálních věřitelských pozic se zaměřuje FFTP.[zdroj?]

## Podporované aktivity
Zakladatel NATLANDu Tomáš Raška podporuje projekt Hlídacípes.org, a to nejen finančně, stal se také členem správní rady ústavu. Natland byl dlouholetým partnerem Svazu lyžařů ČR.[zdroj?]